# Meggyesgombás
Meggyesgombás (Dumbrava) település Romániában, Szatmár megyében, Sárközújlak közelében.

## Története
Meggyesgombás (Felsőliget) vagy románul Dumbrava eredetileg Aranyosmeggyeshez tartozott.
1670. április 23-án az I. Rákóczi Ferencet követő felkelők itt arattak győzelmet a szatmári vár őrségéből kirendelt császári katonaság felett. (Ez volt a felkelés egyetlen nyílt összecsapása.)
1926-ban lett önálló település,  mely a Gombás nevű külterületből alakult. A falu népességét telepítések is növelték.
A település 2 részből: Magyar- és Romángombásból áll. Az iskola  Romángombáson működik.
1910-ben 556 lakosából 376 román, 180 magyar volt.
1992-ben 1019 lakosa volt, melyből 901 román, 80 magyar, 38 ukrán volt. Ebből 836 ortodox, 56 görögkatolikus, 39 római katolikus, 45 református, 42 egyéb volt.